# گرگوری بارلیون
گرگوری بارلیون (انگلیسی: Grégory Bourillon؛ زادهٔ ۱ ژوئیهٔ ۱۹۸۴) یک بازیکن فوتبال اهل فرانسه است.
از باشگاه‌هایی که در آن بازی کرده‌است می‌توان به رن، باشگاه فوتبال لوریان، پاری سن ژرمن، استاد رنس، آنژه، تیم ملی فوتبال زیر ۲۱ سال فرانسه، و آنژه اشاره کرد.